# Discografia lui Fat Joe
Discografia rapperului Fat Joe.

## Albume
- Represent
  - Lansat pe data de: 27 iulie 1993
  - Poziția în top: Locul 43 SUA
  - Certificare RIAA: 250,000 de copii vândute

- Jealous One's Envy
  - Lansat pe data de: 24 octombrie 1995
  - Poziția în top: Locul 71 SUA
  - Certificare RIAA: 150,000 de copii vândute

- Don Cartagena
  - Lansat pe data de: 1 septembrie 1998
  - Poziția în top: Locul 7 SUA
  - Certificare RIAA: Discul de aur [1]

- Jealous Ones Still Envy (J.O.S.E.)
  - Lansat pe data de: 4 decembrie 2001
  - Poziția în top: Locul 2 SUA
  - Certificare RIAA: Discul de platină

- Loyalty
  - Lansat pe data de: 12 noiembrie 2002
  - Poziția în top: Locul 12 SUA
  - Certificare RIAA: 1,000,000 de copii vândute

- All or Nothing
  - Lansat pe data de: 14 iunie 2005
  - Poziția în top: Locul 4 SUA
  - Certificare RIAA: Discul de aur

- Me, Myself & I
  - Lansat pe data de: 14 noiembrie 2006
  - Poziția în top: Locul 14 SUA
  - Vânzări în SUA: 125,000 de copii vândute

- The Elephant in the Room
  - Lansat pe data de: 11 martie 2008
  - Poziția în top: – Locul 6 SUA
  - Vânzări în SUA: – 100,000+ de copii vândute
  - Certificare RIAA: –

- Jealous Ones Still Envy 2 (J.O.S.E. 2)
  - Lansat pe data de: 6 octombrie 2009
  - Poziția în top: – -
  - Vânzări în SUA: – -
  - Certificare RIAA: –

## Single-uri

### Solo
| Anul | Cântecul                                                          | U.S. Hot 100 | U.S. R&B | U.S. Rap | UK | Album                                  |
| ---- | ----------------------------------------------------------------- | ------------ | -------- | -------- | -- | -------------------------------------- |
| 1993 | "Flow Joe"                                                        | 44           | 31       | 1        | –  | Represent                              |
| 1993 | „Watch the Sound” (feat Grand Puba & Diamond D)                   | –            | –        | –        | –  | Represent                              |
| 1994 | „The Shit is Real”                                                | –            | –        | 38       | –  | Represent                              |
| 1995 | „Success”                                                         | –            | –        | –        | –  | Jealous One's Envy                     |
| 1996 | „Envy”                                                            | 38           | 22       | 4        | –  | Jealous One's Envy                     |
| 1998 | „Don Cartagena” (feat P. Diddy)                                   | –            | 20       | 10       | –  | Don Cartagena                          |
| 1998 | „Bet Ya Man Can't Triz” (feat Big Pun, Triple Seis, & Cuban Link) | –            | 28       | 18       | –  | Don Cartagena                          |
| 1998 | „John Blaze” (feat Big Pun, Nas, Jadakiss, & Raekwon)             | –            | –        | –        | –  | Don Cartagena                          |
| 2001 | „What's Luv?” (feat Ja Rule & Ashanti)                            | 2            | 1        | 2        | 5  | Jealous Ones Still Envy (J.O.S.E.)     |
| 2001 | „We Thuggin'” (feat R. Kelly)                                     | 7            | 2        | 3        | –  | Jealous Ones Still Envy (J.O.S.E.)     |
| 2002 | „Crush Tonight” (feat Ginuwine)                                   | 38           | 14       | 8        | –  | Loyalty                                |
| 2003 | „All I Need” (feat Armageddon & Tony Sunshine)                    | 43           | 17       | 10       | –  | Loyalty                                |
| 2004 | „Lean Back” (feat Remy Ma)                                        | 1            | 1        | 1        | –  | True Story                             |
| 2005 | „So Much More”                                                    | 81           | 34       | 18       | –  | All or Nothing                         |
| 2005 | „Get It Poppin'” (feat Nelly)                                     | 9            | 17       | 6        | –  | All or Nothing                         |
| 2006 | „Make It Rain” (feat Lil Wayne)                                   | 13           | 6        | 2        | –  | Me, Myself, & I                        |
| 2007 | „I Won't Tell” (feat J. Holiday)                                  | 117          | 50       | 21       | –  | The Elephant In The Room               |
| 2008 | „Ain't Sayin' Nothin'” (feat Plies și Dre)                        | -            | 93       | -        | -  | The Elephant In The Room               |
| 2009 | „One” (feat Akon)                                                 | -            | 74       | -        | -  | Jealous Ones Still Envy 2 (J.O.S.E. 2) |
| 2009 | „Aloha” (featuring Pleasure P și Rico Love)                       | -            | 74       | -        | -  | Jealous Ones Still Envy 2 (J.O.S.E. 2) |
| 2010 | „(Ha Ha) Slow Down” (feat Young Jeezy)                            | -            | 74       | -        | -  | The Darkside                           |

### Alături de alți artiști
| Anul | Cântecul | U.S. Hot 100 | U.S. R&B | U.S. Rap | UK | Album                                |
| ---- | --- | ------------ | -------- | -------- | -- | ------------------------------------ |
| 2003 | „Shorty” (Busta Rhymes feat Fat Joe, Chingy, & Nick Cannon)                                                                 | –            | –        | –        | –  | Love Don't Cost a Thing (soundtrack) |
| 2003 | „I Want You” (Thalía feat Fat Joe)                                                                                          | 11           | 30       | –        | –  | Thalia                               |
| 2004 | „New York” (Ja Rule feat Fat Joe & Jadakiss)                                                                                | 13           | 7        | 5        | –  | R.U.L.E.                             |
| 2005 | „Hold U Down” (Jennifer Lopez feat Fat Joe)                                                                                 | 32           | –        | –        | 8  | Rebirth/All or Nothing               |
| 2005 | „I Don't Care” (Ricky Martin feat Amerie & Fat Joe)                                                                         | 32           | –        | –        | 5  | Life                                 |
| 2005 | „Holla at Me” (DJ Khaled feat Lil Wayne, Paul Wall, Fat Joe, Rick Ross, & Pitbull)                                          | 59           | 24       | 15       | –  | Listennn...the Album                 |
| 2005 | „Burn It Up” (Remix)" (R. Kelly feat Fat Joe, Wisin & Yandel,)                                                              | –            | –        | –        | –  | Remix City, Vol. 1                   |
| 2006 | „Mas Maiz” (N.O.R.E. feat Fat Joe, Lumidee, Nina Sky, Big Mato, Megra, Lil Rob, & Chingo Bling)                             | –            | –        | –        | –  | Ya Tu Sabes                          |
| 2006 | „Fightin' Over Me” (Paris Hilton feat Fat Joe, Jadakiss,)                                                                   | –            | –        | –        | –  | Paris                                |
| 2007 | „We Takin' Over” (DJ Khaled feat Akon, T.I., Rick Ross, Fat Joe, Birdman, & Lil Wayne)                                      | 28           | 26       | 11       | –  | We the Best                          |
| 2007 | „I'm So Hood Remix” (DJ Khaled feat Fat Joe, Lil Wayne, Young Jeezy, Rick Ross, Busta Rhymes, Ludacris, Big Boi, & Birdman) | 19           | 9        | 5        | –  | We the Best                          |

## Videografie
- „Flow Joe”
- „All I Need” (feat Tony Sunshine and Armageddon)
- „Take a Look at My Life”
- „Lean Back” (feat Remy Ma)
- „I Want You/Me Pones Sexy” (feat Thalia)
- „So Much More”
- „Make It Rain” (feat Lil Wayne)
- „John Blaze” (feat Nas, Jadakiss, Big Pun and Raekwon)
- „New York” (Ja Rule feat Fat Joe and Jadakiss)
- „Shorty” (Busta Rhymes feat Chingy and Nick Cannon)
- „What's Luv?” (feat Ashanti și Ja Rule)
- „Out of the Cash” (DJ Honda feat Beatnuts, Fat Joe și Common)
- „Get It Poppin'” (feat Nelly)
- „Feelin' So Good” (Jennifer Lopez feat Fat Joe și Big Pun)
- „Holla at Me” (DJ Khaled feat Lil Wayne, Paul Wall, Fat Joe, Rick Ross și Pitbull)
- „Hold You Down” (feat Jennifer Lopez)
- „Crush Tonight” (feat Ginuwine)
- „Mas Maiz” (N.O.R.E feat Nina Sky, Fat Joe, Big Mato și Chingo Bling)
- „Strickly Roots” (feat Grand Puba)
- „Boriquas in the Set” (feat Frakie Cutless)
- „Watch The Sound” (feat Grand Puba and Diamond D)
- „We Thuggin'” (feat R. Kelly)
- „Twinz” (Deep Cover)" (Big Pun feat Fat Joe)
- „Envy”
- „I Don't Care” (Ricky Martin feat Fat Joe și Amerie)
- „I Shot Ya” (remix) (LL Cool J feat Keith Murray, Prodigy, Fat Joe & Foxy Brown)
- „Play No Games” (Lil Jon & The Eastside Boyz feat Trick Daddy and Fat Joe)
- „Burnnin' Up” (ODB feat Fat Joe)
- „Thug Devotion” (feat Krayzie Bone și Layzie Bone)
- „Why Me” (feat Cuban Link)
- „Let The Games Begin” (Big Pun feat Mack 10 și Fat Joe
- „1, 2 pass it” (Mad Lion feat Doug E. Fresh, KRS-One, Fat Joe, Smif n Wessun, Jeru și DJ Premier)
- „El Terremoto” (Tito Nieves feat Fat Joe)
- „Chasing Papi” (Huey Dunbar feat Fat Joe)
- „Reggaeton Latino (Remix)”(Don Omar feat N.O.R.E, Fat Joe și LDA)
- „Born in the Ghetto”
- „Clap Your Hands” (Naughty By Nature feat KRS-One și Fat Joe)
- „The Return of the Funky Man” (feat D.I.T.C)
- „Don Cartagena” (feat P. Diddy)
- „No Drama (Clap & Revolve)”
- „Make It Rain” (remix) (feat R. Kelly, T.I., Ace Mack, Birdman, Lil Wayne și Rick Ross)
- "New York City" (Peedo feat KRS-One and Fat Joe)
- „100 Million” (Birdman feat Rick Ross, Young Jeezy, Lil Wayne, & Dre)
- „Secret Admirer” ( Pitbull feat  Lloyd, Steven Bauer of the original Scarface is in the video as well)

## Apariții în alte clipuri
- „Pov City Anthem” - Cadillac Tah
- „Oye Mi Canto” - N.O.R.E (feat. Nina Sky, Daddy Yankee and Big Mato)
- „You Came Up” - Big Pun (feat. Noreaga)
- „It's So Hard” - Big Pun
- „Real Hip-Hop” (Das EFX
- „How We Roll” - Big Pun (feat. Ashanti)
- „I'm Not a Player” - Big Pun
- „Nasty Girl” - Biggie Smalls (feat. Diddy and Nelly)
- „Born n Raised” - DJ Khaled (feat. Trick Daddy, Rick Ross and Pitbull)
- „Chevy Ridin' High” - Dre (feat. Rick Ross)
- „Fight Music” - D12
- „Where the Hood At"/"A'yo Kato” - DMX
- „Beep Beep” - Julia Kova
- „I'm So Hood”/„Brown Paper Bag” - DJ Khaled (feat. Rick Ross, Trick Daddy, Plies, T-Pain and Young Jeezy)
- „Suckas Needs Bodyguards” - Gang Starr
- „No Equal” - The Beatnuts
- „Cash Flow” - Ace Hood (feat. Rick Ross, and T-Pain)
- „Conceited” - Remy Ma
- „The Boss” - Rick Ross (feat. T-Pain)
- Speedin'” - Rick Ross (feat. R. Kelly)